# Мельник Іван Антонович
Іва́н Анто́нович Ме́льник — старший сержант Збройних сил України.
Станом на лютий 2017-го — головний старшина, 24-та бригада.

## Нагороди
За особисту мужність і героїзм, виявлені у захисті державного суверенітету та територіальної цілісності України, вірність військовій присязі під час російсько-української війни нагороджений
- орденом «За мужність» III ступеня.